# Laffly 80 AM
Le Laffly 80 AM est une auto-mitrailleuse de la marque Laffly. C'est un véhicule blindé de reconnaissance avancée ou Automitrailleuse de Découverte (AMD) en service dans l'armée de terre française pendant la Seconde Guerre mondiale.

## Historique
Ce véhicule est produit à partir de 1934 en 28 exemplaires.
Il sert d’abord dans les 6e et 8e régiments de cuirassiers. En 1937, il est remplacé par les AMD 35 Panhard et les 27 exemplaires encore en service sont envoyés en Afrique française du Nord au sein du 1er régiment étranger de cavalerie et du 4e régiment de chasseurs d'Afrique. Après l'armistice de 1940, les véhicules en service sont transférés au 8e régiment de chasseurs d'Afrique mais plusieurs retourneront au 4e régiment de chasseurs d'Afrique pour un défilé en mai 1943 (en Tunisie) marquant la victoire et la fin de la guerre du désert.
Créé en 1944, le 5e régiment de spahis algériens comporte un peloton (3e peloton du 3e escadron) équipé de Laffly 80 AM, remplacées avant 1946 par des Panhard 165/175.

## Caractéristiques
L'automitrailleuse Laffly 80 reprend la configuration de l'automitrailleuse Laffly 50 (ou « White-Laffly ») et est constituée d'une caisse blindée conçue par l'atelier de construction de Vincennes montée sur un châssis de camion Laffly LC2. C'est pour cela qu'elle est aussi appelée « Laffly-Vincennes ».
Le Laffly 80 AM a un long empattement et seules les deux roues arrière étaient tout-terrain. Ses performances hors-piste dans des conditions européennes n'étaient pas excellentes mais il peut monter une pente de 40° et atteindre environ 80 km/h sur les routes difficiles.